# Rhabdoblatta klossi
Rhabdoblatta klossi är en kackerlacksart som först beskrevs av Hanitsch 1927.  Rhabdoblatta klossi ingår i släktet Rhabdoblatta och familjen jättekackerlackor.
Artens utbredningsområde är Vietnam. Inga underarter finns listade i Catalogue of Life.